# Camille Cerutti
Camille Cerutti (* 22. Dezember 1998 in Marseille) ist eine französische Skirennläuferin. Sie ist auf die Disziplinen Abfahrt und Super-G spezialisiert.

## Biografie
Als 15-Jährige nahm Cerutti ab November 2014 an FIS-Rennen und nationalen Meisterschaften teil, die ersten Einsätze im Europacup folgten im Januar 2016. Bei den Olympischen Jugend-Winterspielen 2016 in Lillehammer war der sechste Platz in der Kombination ihr bestes Ergebnis. Aufgrund wiederkehrender starker Rückenschmerzen musste sie die gesamte Saison 2016/17 auslassen. Bei ihrem Comeback fuhr sie im Dezember 2017 zum ersten Mal in die Punkteränge des Europacups, die erste Platzierung unter den besten zehn gelang ihr im März 2018 in einem Riesenslalom in La Molina. 2019 begann sie sich allmählich auf die schnellen Disziplinen Abfahrt und Super-G zu spezialisieren. Ihr Debüt im Weltcup hatte sie am 26. Januar 2020 in Zauchensee, wo sie in der Kombination den 26. Platz belegte und somit auf Anhieb Weltcuppunkte gewann.
Im Winter 2020/21 blieb Cerutti bei zwölf Einsätzen im Weltcup ohne einen einzigen Punkt. Zum Abschluss der Saison gewann sie im März 2021 den französischen Meistertitel im Super-G. Während der Saison 2021/22 konnte sie sich im Weltcup viermal in den Punkterängen klassieren und überraschte am 19. Dezember 2021 mit Platz 11 im Super-G von Val-d’Isère. Dieses Ergebnis ermöglichte ihr die Qualifikation für die Olympischen Winterspiele 2022 in Peking. Dort stürzte sie am 16. Februar in der Abfahrt schwer und zog sich dabei einen Kreuzbandriss sowie einen Meniskusschaden im linken Knie zu.

## Erfolge

### Weltmeisterschaften
- Saalbach-Hinterglemm 2025: 25. Super-G

### Weltcup
- 1 Platzierung unter den besten 15

### Weltcupwertungen
| Saison  | Gesamt | Gesamt | Abfahrt | Abfahrt | Super-G | Super-G | Kombination | Kombination |
| Saison  | Platz  | Punkte | Platz   | Punkte  | Platz   | Punkte  | Platz       | Punkte      |
| ------- | ------ | ------ | ------- | ------- | ------- | ------- | ----------- | ----------- |
| 2019/20 | 117.   | 5      | –       | –       | –       | –       | 36.         | 5           |
| 2021/22 | 95.    | 28     | 48.     | 3       | 41.     | 25      | –           | –           |
| 2022/23 | 109.   | 8      | –       | –       | 46.     | 8       | –           | –           |
| 2023/24 | 99.    | 23     | –       | –       | 41.     | 23      | –           | –           |

### Juniorenweltmeisterschaften
- Fassatal 2019: 11. Super-G, 13. Riesenslalom

### Weitere Erfolge
- 1 französischer Meistertitel: Super-G 2021
- 2 Platzierungen unter den besten zehn im Europacup
- 4 Platzierungen unter den besten zehn im Nor-Am Cup
- Olympische Jugend-Winterspiele 2016: 6. Kombination, 19. Riesenslalom
- 1 Sieg in FIS-Rennen